# Paso Espinosa
Paso Espinosa est une localité uruguayenne du département de Canelones, rattachée à la municipalité de Canelones.

## Localisation
Paso Espinosa se situe au nord-ouest du département de Canelones, au kilomètre 49 de la routes 5 à proximité de l' arroyo Canelón Chico. La localité est distante de deux kilomètres de la ville de Canelones, la capitale départementale.

## Population
| 1996 | 2004 | 2011 |
| ---- | ---- | ---- |
| 274  | 305  | 333  |

## Source
- (es) Cet article est partiellement ou en totalité issu de l’article de Wikipédia en espagnol intitulé « Paso Espinosa » (voir la liste des auteurs).